# Nampula
Nampula – miasto w północnym Mozambiku, ośrodek administracyjny prowincji Nampula, przy linii kolejowej z Malawi do miasta Mozambik. Według spisu z 2017 roku jest trzecim co do wielkości miastem w kraju z 663,2 tys. mieszkańcami. 
W mieście rozwinął się przemysł spożywczy, tytoniowy, włókienniczy oraz meblarski.